# Sârbi (gmina)
Sârbi – gmina w Rumunii, w okręgu Bihor. Obejmuje miejscowości Almașu Mic, Burzuc, Chioag, Fegernic, Fegernicu Nou, Sarcău i Sârbi. W 2011 roku liczyła 2609 mieszkańców.